# Sosnivka, Nedrîhailiv
Sosnivka (în ucraineană Соснівка) este un sat în comuna Korovînți din raionul Nedrîhailiv, regiunea Sumî, Ucraina.

## Demografie
Componența lingvistică a localității Sosnivka
     Ucraineană (100%)
Conform recensământului din 2001, toată populația localității Sosnivka era vorbitoare de ucraineană (100%).